# おしい刑事
『おしい刑事』（おしいけいじ）は、藤崎翔による連作短編ミステリ小説集。2016年10月5日にポプラ社ポプラ文庫より刊行された。優れた推理力で見事に犯人を追い詰めながらも必ず最後に思わぬ展開から手柄を横取りされてしまう押井刑事が、6件の難事件解決に挑む姿を描く。新人美女刑事とバディを組み5件の難事件に挑む第2弾『恋するおしい刑事』（こいするおしいけいじ）がポプラ文庫より2017年6月2日に刊行された。
NHK BSプレミアム「プレミアムドラマ」枠にて風間俊介主演でテレビドラマ化され、2019年5月5日から5月26日まで放送された。
新たな出演者を加え、2021年3月7日から4月25日に同枠で『やっぱりおしい刑事』として放送された。

## 収録作品
おしい刑事
1. おしい刑事参上
2. おしい刑事のテスト
3. 密着・おしい刑事
4. おしい刑事の雪冤
5. 安楽椅子おしい刑事
6. おしい刑事よ永遠に

恋するおしい刑事
1. おしい刑事と不可能犯罪
2. おしい刑事の国際交流
3. おしい刑事と殺人舞台
4. おしい刑事と小学生
5. おしい刑事と雪山連続殺人

## 書誌情報
- おしい刑事（2016年10月5日、ポプラ文庫、ISBN 978-4-591-15167-9）
- 恋するおしい刑事（2017年6月2日、ポプラ文庫、ISBN 978-4-591-15458-8）

## テレビドラマ
NHK BSプレミアムの「プレミアムドラマ」枠にて2019年5月5日から5月26日まで放送された。連続4回。主演は風間俊介。
同枠で2021年3月7日から4月25日まで続編となる『やっぱりおしい刑事』が放送された。連続8回。

### キャスト

#### 主要人物
押井敬史（おしい たかふみ）
演 - 風間俊介
刑事課強行犯捜査係 刑事 → 警視庁 広報課。
検挙率100%の伝説の刑事だが、とある過去により左遷され広報部で燻（くすぶ）っていた。
横出徹（よこで とおる）
演 - 犬飼貴丈
刑事課強行犯捜査係 刑事。押井の後輩。
美良山来海（みらやま くるみ）
演 - 白石聖（第2シリーズ）
宇戸橋警察署に配属された新人刑事。第4回で、横出の勧めでイメチェンして美貌をついに押井に認識された。
小河内朔流（しょうこうち さくる）
演 - 橋本涼（HiHi Jets / ジャニーズJr.）（第2シリーズ）
新人鑑識官。ポワロが好きなのでホームズ好きの押井とはウマが合わない。
灰田絵奈（はいだ えな）
演 - 石川恋
刑事課強行犯捜査係 国際犯担当刑事。
日本語の他に、英語、韓国語、中国語、独語、西語、仏語、スワヒリ語、タガログ語を話せるマルチリンガルで国際犯を担当する。ツンデレ系だが、仕事はできる。押井のことを最初は変人と見ていたが、使えることに気づき上手に操縦し始める。
父は検事で、東京地検特捜部のエース。
幼いころ妹・佳奈が誘拐、殺害された。第2シリーズ第4回では、休暇を取って帰国し、押井に手伝わせて妹の事件を再調査し、真犯人と背後にいた長宗我部を突き止めた。押井から告白されるも、ありさも来海も好きだという押井に、「わたしはわたしのことだけを好きな人が好きなんです」と明言した。最終回では、「わたしがありさちゃんと同じ立場になっても守ってくれますか？」と尋ね、「もちろんだよ」という答えに「そういう優柔不断が彼女できない原因ですよ。男は一途じゃないと」とたしなめた。しかし、満更でもない笑顔で電話を切った。
嶋ありさ（しま ありさ）
演 - 萩原みのり（第2シリーズ・第2回、第4回 - ）
女子大生。第2回では宇戸橋大学女子寮フィナーレホーム201号室の住人。第4回では押井のアパートに無断進入しており、灰田を連れてきた押井を慌てさせる。さらに来海が来訪すると、彼女のごとく振舞って、来海に「押井さん、隅におけないんですね」とコメントさせる。第7回では押井の家に既に居ついてしまっている様子が窺える。
最終回では、実は芳川が押井を陥れるべく送り込んだことが明らかになる。正体がばれてしまいしおらしく押井に詫びるが、押井の「僕への想いは？」という問いには「あるわけないじゃん」と否定し、「幸せになれよおっさん」と告げて立ち去る。だが、その後に来海と擦れ違った時に泣いている顔を見られてしまい、「言わないでね。言ったら、眼鏡、カチ割るから」と口止めして「じゃあね」と泣きながら去って行った。
長宗我部正善（ちょうそかべ まさよし）
演 - 鶴見辰吾
日本政友党 議員。総裁選候補。第2シリーズ第3・4回では幹事長職に就いている。
3年前、押井が追っていた事件の容疑者だったが、逮捕後に真犯人が自首したため、その責任を取らされて押井が広報部に左遷された。
伊多田清（いただ きよし）
演 - 板尾創路
刑事課強行犯捜査係 係長。押井の上司。
押井の新たな上司。惜しいところで真犯人を取り逃がす押井の性癖を知って、うまく利用して自分の手柄を上げようとしている。
榎下主税（えのした ちから）
演 - 佐野史郎
刑事課鑑識係 巡査部長。
鑑識。押井とは古い付き合いで、灰田の過去も知っている。
羽堂亜郎 (うどう あろう)
演 - 武田真治 (第2シリーズ)
羽堂エネジーグループ創始者。
第1回では（株）田所フーズ運転手芳川明（よしかわ あきら）を名乗る。事故で左足を骨折していた。第4回では毎朝新聞記者の君野一郎（きみの いちろう）と名乗る。第7回では未遂に終わった犯行のシナリオを書く。

#### その他
舘市護（たちいち まもる）
演 - 松尾貴史
署長。
主瀬希（しゅせ のぞむ）
演 - BOB
刑事課強行犯捜査係 刑事。
羽里古見太郎
演 - 宮田佳典
刑事課強行犯捜査係 刑事。
灰田雄一
演 - 宇賀神亮介
絵奈の父。
灰田の母
演 - 芳野友美
おでん屋台のおやじ
演 - 諏訪太朗
酒を飲めない押井が「最高だ」と言うフレッシュオレンジジュースを出している。

#### ゲスト

##### おしい刑事
複数回登場の場合は括弧（）内に表記。
■ - 被害者、★ - 犯人
第1回
戸川桜（とがわ さくら）
演 - 村川絵梨
久松家家政婦。
今回のヒロイン。脳梗塞で車椅子生活になった豊の面倒を見ている。豊に気に入られていることから疎まれており、特に佑三にいじめられていた。ウェイトリフティングの元世界チャンピオン。
久松憲一（ひさまつ けんいち）
演 - 駿河太郎
久松家長男。トキワミュージック専務。
乃木民夫（のぎ たみお）★
演 - 和田聰宏
ライブハウス経営。
久松豊（ひさまつ ゆたか）
演 - 大河内浩
久松家当主。トキワレコード会長
脳梗塞で倒れて車椅子生活になった。認知症の症状も出ている。
久松亮二（ひさまつ りょうじ）
演 - 山崎裕太
久松家次男。トキワレコード常務。
久松由利恵（ひさまつ ゆりえ）
演 - 森下ひさえ
憲一の妻。
久松佑三（ひさまつ ゆうぞう）■
演 - 関口アナン
久松家三男。トキワレコード社長。
父に可愛がられて社業を譲り受けた。そのことで、2人の兄から妬まれている。
深夜に火だるまになって死亡。口から火を噴くパフォーマンスの失敗とされたが、真相は違っていた。

第2回
イ・メイファ
演 - 久保田紗友
中国人留学生。韓国レストラン「ノガミ」アルバイト。
今回のヒロイン。龍二と最後に交際中だった。押井は、彼女を韓国人だと思い込んでいたが、実は中国人である。
野上光一（のがみ こういち）
演 - 少路勇介
「ノガミ」店長。
野上奈緒（のがみ なお）
演 - 河井青葉
光一の妻。
野上龍二（のがみ りゅうじ）■
演 - 水上剣星
「ノガミ」料理長。光一の弟。
アルバイトたちと交際、それ以前に奈緒と不倫、さらに風俗通いもしていた。
三好遥花（みよし はるか）★
演 - 安田聖愛
清風女子大学の大学生。「ノガミ」アルバイト。
龍二と交際中に、奈緒を紹介され配偶者と勘違いして殺意を持つに至った。
パク・ヒョリン
演 - 水島麻理奈
韓国人留学生。「ノガミ」アルバイト。
チョ・ヘス
演 - 橋本一愛
韓国人留学生。「ノガミ」アルバイト。

第3回
増岡照子（ますおか てるこ）★
演 - 岸本加世子（第2回）
シニアマンションの住人。則夫の妻。
実は再婚で、前夫が亡くなった時も今回も保険金が掛かっていたことから最初に疑われる。
増岡則夫（ますおか のりお）■
演 - ベンガル（第2回）
シニアマンションの住人。照子の夫。
マンション自治会の会長。
遠藤正宗（えんどう まさむね）
演 - 六平直政
シニアマンションの住人。則夫の友人。
自治会の副会長で、防犯カメラの映像を管理する。
北島哲也（きたじま てつや）
演 - 山田明郷
シニアマンションの住人。則夫の友人。
柔道の経験者で押井を締め上げて半失神状態に追い込む。
田上昌平（たのうえ しょうへい）
演 - 村松利史
シニアマンションの住人。則夫の友人。
渡辺仁（わたなべ ひとし）
演 - 伊藤正之
シニアマンションの住人。則夫の友人。
川島正徳
演 - 笠原秀幸
シニアマンションの警備員。
押井に、防犯カメラには死角があることを教える。

最終回
佐藤（さとう）
演 - 永岡佑
友香梨のバイト先の店長。
大原健太郎（おおはら けんたろう）
演 - 井上祐貴
友香梨の恋人。
長宗我部友香梨（ちょうそかべ ゆかり）★■
演 - 希代彩
長宗我部の娘。
誘拐されたのだが、実は狂言誘拐だった。

##### やっぱりおしい刑事
複数回登場の場合は括弧（）内に表記。
■ - 被害者、★ - 犯人
第1回
山部正浩（やまべ まさひろ）
演 - 野添義弘
（株）田所フーズ社長。
大畑勝則（おおはた かつのり）
演 - 渡辺裕之
（株）田所フーズ常務取締役。
芳川明（よしかわ あきら）
演 - 武田真治
（株）田所フーズ会長付運転手。
尾藤涼子（びとう りょうこ）★
演 - 朝倉あき
（株）田所フーズ商品開発部長。
田所万平（たどころ まんぺい）■
演 - 内藤トモヤ
（株）田所フーズ会長。
第2回
重森美香（しげもり みか）■
演 - ゆめちゃん
女子大生。宇戸橋大学女子寮フィナーレホーム203号室の住人。ぐるめブロガー。しかし、行った店の評判の看板メニューを食べているだけで美食家としての鑑賞力は疑わしい。また、ブログには体形を修整した画像を挙げていた。
奈良原薫（ならはら かおる）
演 - 木下彩音
女子大生。101号室の住人。第一発見者。テニスコーチなど複数のバイトを掛け持ちしている苦学生。ぐるめブログで簡単にお金を稼ぐ美香を妬んでいた。
中瀬真友（なかせ まゆ）★
演 - 武田玲奈
102号室の住人。被害者に彼氏を寝取られたことを恨んで犯行に至った。
川藤渚（かわとう なぎさ）
演 - 黒崎レイナ
女子大生。103号室の住人。押井の謎解きで犯人扱いされたが間違っており、一発殴らせろと迫る。
ファイト山田（ファイト やまだ）
演 - おばたのお兄さん
テニスコーチ。ラストで押井の担当になる。
第3回
尾崎忠博（おざき ただひろ）
演 - 松尾諭
宇戸橋第三小学校教頭。
桐山崇史（きりやま たかし）★
演 - 白石隼也
宇戸橋第三小学校教師。過失で屋上から落とした金属片が渋沢校長に当たった、と主張。押井はまず犯人と断定する。かなり校長にいじめられていた模様。
遠藤美咲（えんどう みさき）★
演 - 若月佑美
宇戸橋第三小学校教師。
久慈裕子（くじ ひろこ）
演 - 阿部純子
宇戸橋第三小学校教師。押井の謎解きで犯人と断定される。
白石悠吾（しらいし ゆうご）
演 - 柾木玲弥
宇戸橋第三小学校教師。チャラい言動が目立つ。
福村拓海（ふくむら たくみ）
演 - 生駒星汰
宇戸橋第三小学校生徒。事件の謎解きをして、犯人を特定、警視総監賞をもらう。
清瀬俊（きよせ しゅん）
演 - 小山春朋
宇戸橋第三小学校生徒。
南田智矢（みなみだ ともや）
演 - 福田学人
宇戸橋第三小学校生徒。
渋沢政和（しぶさわ まさかず）■
演 - 世志男
宇戸橋第三小学校校長。
田村（たむら）
演 - 不破万作
学校の向かいに住む老人。子どもたちの声がうるさいとクレームを付けている。
第4回
渡辺（わたなべ）
演 - 日向丈
長宗我部の秘書。
大島恭平（おおしま きょうへい）
演 - 森本のぶ
オーエス警備保障（株）社長。元刑事。
戸崎順平（とざき じゅんぺい）
演 - 山田純大（第7回）
警視庁捜査一課長。絵奈の上司。
第5回
松江辰彦（まつえ たつひこ）■
演 - 山口祥行
（有）シゲタ工務店従業員。事件現場の公園の隣のアパートに住む。公園で夜中に騒ぐ韮崎大輝ら3人に注意をしていた。
韮崎大輝（にらさき だいき）
演 - 元木湧（ジャニーズJr.）
不良グループリーダー。最初の容疑者として取り調べられる。姉をかばい、殺人犯人のフリをする。
韮崎莉子（にらさき りこ）
演 - 佐藤玲
大輝の姉。公園に倒れていた松江の財布を盗む。
重田謙三（しげた けんぞう）
演 - 津村和幸
（有）シゲタ工務店社長。
中村彰（なかむら あきら）
演 - 内村遥
（有）シゲタ工務店従業員。松江に金を借りていた。靴のサイズから押井が犯人と断定する。
内原敏也（うちはら としや）★
演 - 堀源起
（有）シゲタ工務店従業員。松江に金を借りていた。
山本悠太（やまもと ゆうた）
演 - 矢作マサル
（有）シゲタ工務店従業員。松江に金を借りていた。
寺田望（てらだ のぞむ）
演 - 金田侑大
韮崎大輝の友人。
坂本慎吾（さかもと しんご）
演 - 平塚翔馬（ジャニーズJr.）
韮崎大輝の友人。
第6回
甲元和真（こうもと かずま）
演 - 岩本照 (Snow Man) 
東西テレビディレクター。
津島隆平（つしま りゅうへい） ★
演 - 池田鉄洋
会社員。妻の英子にDVを受けており、離婚をせまっていた。滝川政康と彼の妻の電話で連絡を取り合っていたため、最初に不倫を疑われる。
津島英子（つしま ひでこ） ■
演 - 田山由起
隆平の妻。ガス爆発で死亡する。生前、隆平との離婚を拒否していた。
城野琴音（しろの ことね）
演 - 桃果
東西テレビAD。
山崎たかし（やまざき たかし）
演 - 半海一晃
近隣住民。怪談話が好き。伊多田に誤認逮捕される。
山崎ひろこ（やまざき ひろこ）
演 - 上村依子
近隣住民。
滝川政康（たきがわ まさやす）
演 - 河相我聞
津島の隣人。ドMで妻の美沙子にしばかれている。妻の携帯電話で津島と連絡を取り合っていた。
滝川美沙子（たきがわ みさこ）
演 - 橋本マナミ
政康の妻。高圧的な物言いをする。隆平と不倫をしていたとされる。
井川恵理（いがわ えり）
演 - あべまみ
英子の友人。事故直前に英子とLINEでやりとりをしていた。
第7回
仲田浩市（なかた こういち） ■
演 - 遊屋慎太郎
西都銀行宇戸橋支店課長。以前は丸田浩市であり、逮捕歴がある。
谷山萌子（たにやま もえこ） ★
演 - 中村ゆりか
ヴァイオリニスト。視覚障害で目が見えず、現場で2人の男が争う様子を聞く。仲田が引き起こした事故で家族と視力を奪われており、それを恨みに思っている。羽堂亜郎のカウンセリングを受け、大石の声を聞かされ、仲田と争っていたのが大石であったと証言する。
真砂慎也（まさご しんや）
演 - 永岡卓也
西都銀行宇戸橋支店主任。
林俊之（はやし としゆき）
演 - 近藤公園
西都銀行宇戸橋支店係長。妻を仲田に寝取られている。大石のバーの常連で、大石と仲田の殺害を計画するが未遂に終わる。
大石弘樹（おおいし ひろき）
演 - 山根和馬
バーFurfante店長。事情聴取に来た横出を見て逃走し、振り切る。店に来た羽堂の残していったメモを参考に仲田の殺害を計画する。
最終回
久保大介（くぼ だいすけ）
演 - 須田邦裕
ホテル「オクムラ」支配人。
笠井政彦（かさい まさひこ） ■
演 - 蕨野友也
ホテルオクムラパティシエ。煙草を喫いに行こうとして階段で死んでいる牟田を発見する。PCに牟田を殺したのは自分だと云う文章を残し、四階の部屋から転落死する。押井は牟田殺害の犯人と断定する。
牟田哲弘（むたてつひろ） ■
演 - 小林ぼっち
笠井と午前3時まで飲んでいて、朝、死体で発見される。笠井との仲は良くなかった。
梅田 健（うめだ けん）
演 - 平田雄也
潮崎ひかる (しおざき ひかる)
演 - 秋月三佳
ホテル「オクムラ」従業員。
鶴野創太（つるの そうた）
演 - 栗原類 ★
ホテルオクムラ従業員。ありさも殺そうとするが、絵奈に取り押さえられる。
桑野茂（くわの しげる）
演 - 大堀こういち
静岡県警刑事。

### スタッフ
- 原作 - 藤崎翔
- 脚本 - 宇田学
- 音楽 - 田渕夏海
- 演出 - 山本大輔、吉原通克
- 制作統括 - 出水有三（NHK）、河野美里（ホリプロ）
- 制作・著作 - NHK、ホリプロ

### 放送日程

#### おしい刑事
| 話数   | 放送日  | ラテ欄                                           | 原作                 | 演出     |
| ------ | ------- | ------------------------------------------------ | -------------------- | -------- |
| 第1回  | 5月05日 | 推理力抜群だが最後に犯人を間違える残念な刑事登場 | おしい刑事参上       | 山本大輔 |
| 第2回  | 5月12日 | 甘い恋と殺人事件                                 | おしい刑事の国際交流 | 山本大輔 |
| 第3回  | 5月19日 | 押井刑事危機一髪                                 | おしい刑事よ永遠に   | 吉原通克 |
| 最終回 | 5月26日 | あの男を逮捕せよ                                 |                      | 山本大輔 |

#### やっぱりおしい刑事
| 話数   | 放送日  | ラテ欄               | 演出     |
| ------ | ------- | -------------------- | -------- |
| 第1回  | 3月07日 | 残念な男の帰還       | 山本大輔 |
| 第2回  | 3月14日 | 女子寮の醜聞         | 山本大輔 |
| 第3回  | 3月21日 | 三人の小学生         | 吉原通克 |
| 第4回  | 3月28日 | 宿敵の正体           | 吉原通克 |
| 第5回  | 4月04日 | 第二の足跡           | 山本大輔 |
| 第6回  | 4月11日 | ガス爆発の惨劇       | 吉原通克 |
| 第7回  | 4月18日 | 孤独なバイオリン弾き | 山本大輔 |
| 最終回 | 4月25日 | 最後の事件           | 山本大輔 |

| NHK BSプレミアム プレミアムドラマ      | NHK BSプレミアム プレミアムドラマ             | NHK BSプレミアム プレミアムドラマ   |
| 前番組                                 | 番組名                                        | 次番組                              |
| -------------------------------------- | --------------------------------------------- | ----------------------------------- |
| 大全力失踪 （2019年4月7日 - 4月28日）  | おしい刑事 （2019年5月5日 - 5月26日）         | 長閑の庭 （2019年6月2日 - 6月23日） |
| カンパニー （2021年1月10日 - 2月28日） | やっぱりおしい刑事 （2021年3月7日 - 4月25日） | 定年女子 （2021年5月2日 - 6月20日） |